# Edmontonia
Edmontonia (På svenska: "Från Edmonton Formation") var ett släkte med bepansrade dinosaurier som först påträffades i Edmonton Formation, Kanada, och det finns fossil som tyder tyder på att den också kan ha levt i Wyoming och South Dakota. Edmontonia tros ha levt i slutet av kritaperioden vid skiftet mellan Campanian-Maastrichtian för cirka 73-66 milj. år sedan.

## Namn
Då de första fossilen beskrevs fick de namnet Edmontonia longiceps. Släktets namn Edmontonia syftar på att de första fossilen påträffades i Edmonton Formation, och artnamnet är en ihopsättning av de latinska orden Longus (=lång) och Ceps (=huvud, skalle), vilket syftar på skallens långa profil. Edmontonjia longiceps betyder därför "lång skalle från Edmonton Formation".

## Kännetecken
Edmontonia följde den vanliga trenden hos Ankylosaurier; den var bred över ryggen, och gick på fyra kraftiga, elefantliknande ben för att bära upp dess tunga kropp, som troligen gjorde den ganska långsam. En fullvuxen Edmontonia vägde förmodligen runt 3 ton. Längden från nos till svans spets var omkring 6-7 meter, och höjden var omkring 2 meter. 

### Pansar

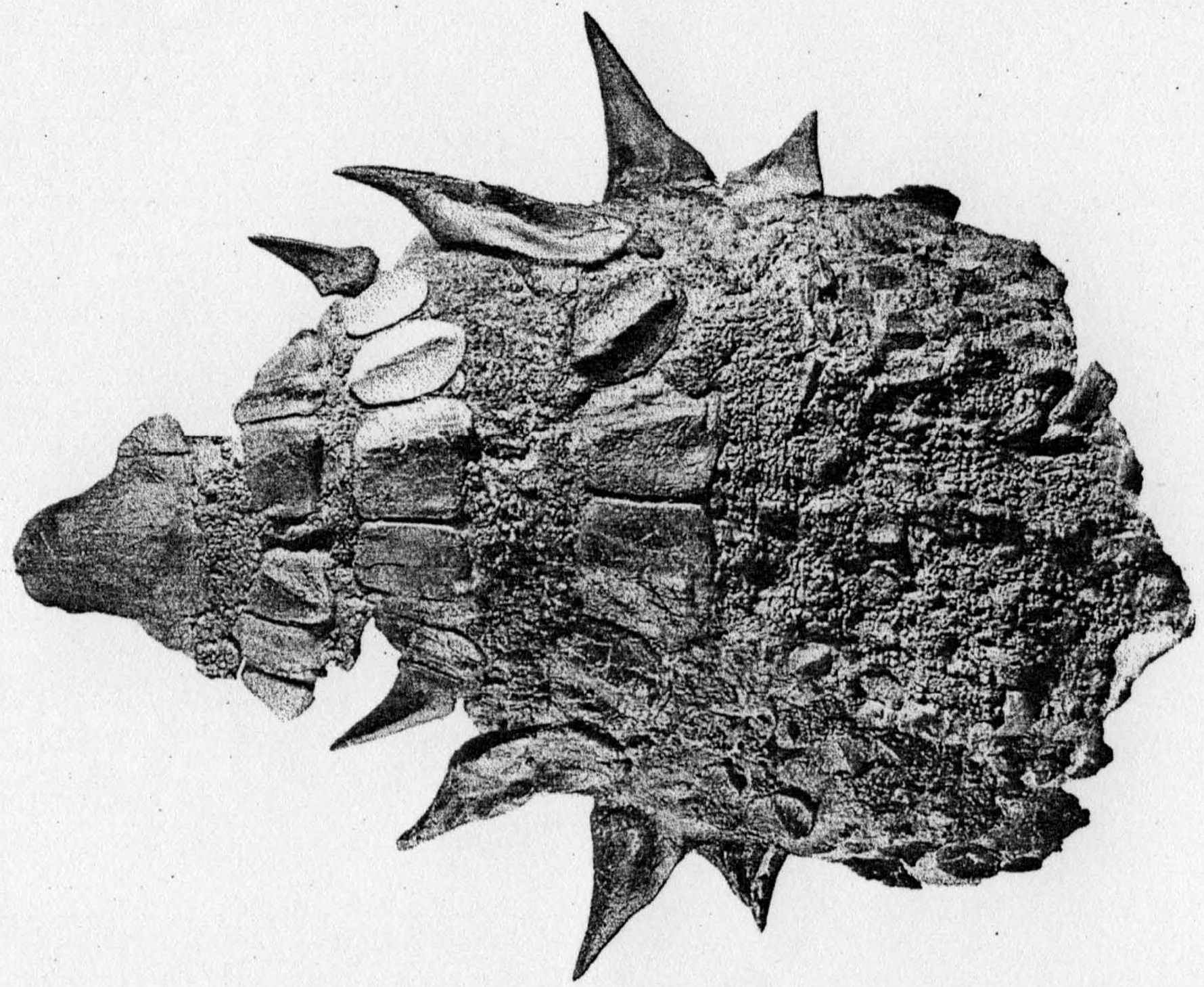
Ryggpansar från Edmontonia.

Liksom andra Ankylosaurier var Edmontonia täckt med pansar och benplattor. Runt nacken och skuldrorna var benplattorna särskilt välutvecklade, och där löpte också stora piggar och sammanvuxna taggar. Detta skyddade troligen mot fiender, som skulle ha kunnat vara djur som Daspletosaurus och Tyrannosaurus rex.

## Taxonomi
Edmontonia var ett sentida släkte inom Thyreophora, underordningen med bepansrade dinosaurier, som även inkluderar djur som Scelidosaurus, Scutellosaurus, Stegosaurus och Ankylosaurus. Edmontonia tillhörde infraordningen Ankylosauria, som alla var tungt bepansrade från huvud till svans. Den räknas till familj Nodosauridae, som särskiljde sig på sina hästliknande huvuden och att vissa släkten var beklädda med kraftiga piggar runt skuldrorna, så även Edmontonia. Som Nodosaurid saknade Edmontonia den karaktäristiska svansklubban av ben som återfinns inom vissa släkten i familj Ankylosauridae. Edmontonia klassas till underfamiljen edmontoniinae (Russell, 1940). Nära släktingar till Edmontonia var bland annat Animantarx, Panoplosaurus, Sauropelta, Nodosaurus och Pawpawsaurus. Några forskare har hävdat att Panoplosaurus och Edmontonia kanske är samma djur (Coombs, 1978).

### Denversaurus
Från Lance Formation, South Dakota, har man påträffat fragmentariska lämningar efter en ankylosaurie som hittades 1924. Lämningarna troddes komma från en Edmontonia, och lades undan i fossilsamlingarna på Denver Museum of Nature and Science. Fyndet blev dock undersökt av Robert T. Bakker, som ansåg att fynden inte kom från Edmontonia, och beskrev därför fyndet som ett nytt släkte och art, Denversaurus schlessmani (Bakker, 1988). Detta har ifrågasatts av andra forskare, som hävdat att Denversaurus kan vara en subjektiv synonym till Edmontonia (Vickaryous, 2004)